# Total War: Warhammer III
Total War: Warhammer III ist ein Computer-Strategiespiel und der Nachfolger von Total War: Warhammer II. Es ist der 16. Teil der Total-War-Reihe. Entwickelt wurde es von dem britischen Entwicklerstudio Creative Assembly, verlegt wird es von Sega. Das Spiel erschien am 17. Februar 2022 für Microsoft Windows.

## Spielprinzip
Wie bereits in den Vorgängern, verfügt jede Rasse bzw. Fraktion über ihre ganz eigene Spielmechanik.
Spielziel ist das Betreten aller vier Chaos-Dämonen-Reiche, um dort eine Schlacht gegen den Dämonenprinzen des jeweiligen Gottes zu führen und dessen Seele zu erobern. Sobald man dies bei allen vier Chaos-Reichen geschafft hat, kann man sich in einer Endschlacht dem Dämon Belakor stellen, welcher versucht, die Macht eines Gottes zu erlangen.
Insgesamt sind sieben Völker spielbar: Kislev, Cathay, Nurgle, Tzeentch, Slanesh, Khorne sowie das ungeteilte Chaos. Vorbesteller erhielten zusätzlich kostenfrei die Ogerkönigreiche-Erweiterung.
Jedes dieser Völker versucht nun den von Belakor gefangenen Gott zu retten oder ihn für sich zu beanspruchen und dessen Macht zu erlangen.

### Reiche der Unsterblichen
Wie schon beim Vorgänger wurde nach der Veröffentlichung ein Update nachgereicht, das die Weltkarte um die Vorgängerfraktionen in einem neuen Spielmodus erweitert. Das Update erschien am 23. August 2022 in einer offenen Beta-Version, welches als großes Finale der Spieltrilogie angesehen wird.

## Handlung

### Prolog
Am Ende des Winters in Kislev würde Ursun, der Bärengott, mit seinem Gebrüll den Winter brechen und den Sommer hervorbringen. Seit sieben Jahren jedoch schweigt Ursun, und Kislev leidet unter einem nicht enden wollenden Winter. Die Brüder Barkov, Juri und Gerik, werden von Zarin Katarin auf eine Expedition in den Norden geschickt, um den verschwundenen Gott zu suchen. Während des Gebets hört Juri Ursuns Stimme, die behauptet, dass er in der Heulenden Zitadelle in den Chaoswüsten gefangen gehalten wird.
Juri marschiert mit seiner Armee nach Norden, in die Chaoswüste, wird aber langsam vom Chaos korrumpiert, während seine Methoden, Ursuns Gefängnis zu erreichen, immer skrupelloser werden. Das gipfelt darin, dass er seinen Bruder Gerik ermordet und dessen Schädel einem Großen Dämon von Khorne anbietet, um eine Brücke aus Schädeln zu bauen, mit der er die Heulende Zitadelle erreicht. Nachdem er einen vom Chaos korrumpierten Bojaren und seine Truppen, die den Eingang der Zitadelle bewachen, besiegt hat, betritt Juri ein Portal zum Reich des Chaos.
Nach dem Durchqueren des Portals findet Yuri den gefangenen Ursun und wird von Be'lakor (gesprochen von Richard Armitage), dem ersten der Dämonenprinzen, begrüßt. Be'lakor offenbart, dass er es war, der Juri geführt hat, indem er Ursuns Stimme nachahmte. Ursun bittet Juri, ihn zu befreien, aber Be'lakor manipuliert Juri, damit er Ursun für schwach und seiner Verehrung unwürdig hält, und verleitet ihn dazu, den Gott zu töten und seine Macht für sich selbst zu übernehmen. Yuri schwört Ursun ab und schießt eine mit Chaos verseuchte Kugel in das Herz des Bärengottes, woraufhin Ursun vor Schmerz aufbrüllt. Die daraus resultierende Gegenreaktion schleudert den schwer verletzten Juri zurück auf die materielle Ebene. Sterbend bietet Juri seine Seele den Chaosgöttern an und bittet sie, ihn zu retten. Die Chaosgötter erhören sein Flehen und erheben ihn zum Dämonenprinzen.

### Das Reich des Chaos
Nach den Ereignissen des Prologs hat Be'lakor den verwundeten Ursun in der Schmiede der Seelen im Reich des Chaos gefangen gehalten. Be'lakor verachtet die Chaosgötter dafür, dass sie ihm seine Macht und seine körperliche Gestalt genommen haben, und plant, Ursuns Macht zu nutzen, um sich zu rächen. Ursuns schmerzerfülltes Gebrüll hat das Gefüge der Realität zerrissen, Risse zwischen der materiellen Welt und dem Reich des Chaos geöffnet und einen Strudel erzeugt, der die Dämonen in der sterblichen Ebene festhält.
Ein Charakter, der als Berater bekannt ist (der in den beiden vorangegangenen Spielen die Tutorials lieferte), wurde von einem verderbten Buch versklavt, das als Foliant des Schicksals bekannt ist und einen Fluch des Chaosgottes Tzeentch trägt. Er ist in der Lage, das Buch zu benutzen, um anderen Ratschläge zu erteilen, aber niemals zu seinem eigenen Vorteil. Er hat jedoch gelernt, dass er sich mit einem einzigen Tropfen von Ursuns Blut von dem Buch befreien kann. Er sucht bei verschiedenen Fraktionen nach Verbündeten, um seine Ziele zu erreichen, und bietet ihnen an, sie in das Reich des Chaos zu führen, um Ursun zu finden:
Die Herrscher des Zarenreichs von Kislev wollen ihren Gott befreien und dem ewigen Winter, der ihr Land heimsucht, ein Ende setzen. Allerdings gibt es Spannungen zwischen dem Eisgericht, angeführt von Zarin Katarin Bokha und ihrem Geheimbund der Eishexen, und der Großen Orthodoxie, angeführt vom Obersten Patriarchen Kostaltyn, der Katarin für eine unwürdige Herrscherin hält, die sich zu sehr auf Magie und Politik statt auf Hingabe konzentriert. Die Kontrolle über die drei wichtigsten kislevitischen Städte (Kislev, Praag und Erengrad) ermöglicht es einer der beiden Fraktionen, Katarins Vater Boris Ursus, den Roten Zaren und Hohepriester von Ursun, aus seinem eisigen Schlummer in den Gefrorenen Fällen zu befreien und zu erwecken, wodurch Boris und seine Fraktion, die Ursun-Erwecker, als spielbare Fraktion für zukünftige Kampagnen freigeschaltet werden.
Die Drachengeschwister von Grand Cathay, Miao Ying, der Sturmdrache (der die nördlichen Provinzen kontrolliert) und Zhao Ming, der Eisendrache (der die westlichen Provinzen kontrolliert), sind von Ursuns Schicksal nicht betroffen, da sie sich für älter und weiser als jeder Gott halten. Dennoch sind sie davon überzeugt, ihn zu befreien, da der Bärengott der einzige ist, der den Aufenthaltsort ihrer vermissten Schwester Shen-Zoo kennt, die lange zuvor in Norsca verschwunden war.
Die gierigen, gefräßigen Oger der Oger-Königreiche in den Bergen der Trauer, angeführt von dem Übertyrannen Greasus Goldzahn und dem Propheten des Großen Schlunds, Skrag dem Schlächter, kümmern sich wenig um die Politik und den Konflikt zwischen Ordnung und Chaos, wollen aber dennoch Ursun erreichen, um sich an seinem göttlichen Fleisch zu laben und die Reste an ihren eigenen Gott zu verfüttern, das gefräßige, eldritische Wesen, das als der Große Schlund bekannt ist.
Die Dämonen des Chaos haben alle ihr eigenes Verlangen nach Ursun. Skarbrand der Verbannte, der größte aller Blutrünstigen, will Ursuns Schädel, damit er ihn Khorne, dem Chaosgott des Blutes und des Krieges, schenken kann, um Vergebung für seinen Verrat in der Vergangenheit zu erlangen. Kairos Fateweaver, der zweiköpfige Herr der Veränderung und Orakel von Tzeentch, dem Chaosgott der Zauberei und Täuschung, will Ursuns Augen nehmen, um die Gegenwart sehen zu können, da er nur die Vergangenheit und die Zukunft wahrnehmen kann. Ku'Gath Plaguefather, der größte der Großen Unreinen von Nurgle, der Chaosgott der Seuche und des Verfalls, will Ursuns Leichnam benutzen, um eine große Seuche zu brauen, die als Götterpocken bekannt ist. N'kari der Erzverführer, der beliebteste der Hüter der Geheimnisse von Slaanesh, dem Chaosgott des Überflusses und der Begierde, möchte sich an Ursuns ewigem Leid erfreuen. Yuri Barkov, jetzt ein Dämonenprinz, bekannt als der Göttertöterschlächter und Anführer der Dämonen des ungeteilten Chaos, will zu Ende bringen, was er begonnen hat, indem er Ursun wirklich tötet und sich an Be'lakor für seine Manipulationen rächt.
Um die Seelenschmiede zu erreichen, in der Ursun gefangen gehalten wird, muss jede Fraktion in das Reich des Chaos reisen, in jeden der vier Bereiche der Chaosgötter eindringen und die Seele eines an sie gebundenen Dämonenprinzen einfangen. Während die Fraktionen um die Seelen der Dämonenprinzen kämpfen, wird enthüllt, dass Be'lakor beabsichtigt, Ursuns göttliche Macht zu absorbieren, sobald er stirbt, um sich in den Chaosgott der Schatten zu verwandeln. Mit einer Armee von Seelenschleifern, die er in der Seelenschmiede erschaffen hat, wird er die vier Chaosgötter vernichten und unangefochten herrschen.
Nachdem alle vier Seelen der Dämonenfürsten gefangen genommen wurden, stirbt Ursun schließlich. Während Be'lakor zur Gottheit aufsteigt, benutzt der Berater die Seelen der Dämonenprinzen, um eine Brücke zur Schmiede der Seelen zu errichten. Die Fraktion des Spielers kämpft gegen Be'lakors Armee, bevor sie schließlich den dunklen Meister besiegt und seinen Aufstieg verhindert. Nach der letzten Schlacht wird das Schicksal von Ursun und der Fraktion des Spielers enthüllt:
- Die Anführer von Kislev trauern um Ursun und glauben, dass Kislev mit dem Tod ihres Gottes untergehen wird. Ursun wird jedoch durch ihre Hingabe wiederbelebt, und mit seinem Gebrüll setzt er dem endlosen Winter in Kislev ein Ende. Der endgültige Sieg von Tzarina Katarin gilt als das kanonische Ende.
- Die Drachengeschwister von Cathay verwenden Geistermagie, um mit Ursun zu sprechen, und bevor er aus dem Leben scheidet, gibt er ihnen Hinweise auf den Aufenthaltsort ihrer vermissten Schwester.
- Die Oger schlachten Ursuns Kadaver und verfüttern seine Überreste an ihre Gottheit, den Großen Schlund, um dessen ewigen, nagenden Hunger kurz zu stillen.
- Skarbrand übergibt den Schädel des Bärengottes an Khorne. Der Blutgott freut sich zwar über diese würdige Gabe, verzeiht Skarbrand aber nicht seinen Verrat, so dass Skarbrands Bemühungen vergeblich waren.
- Kairos nimmt Ursuns Augen, und mit dem Blick eines Gottes ist er endlich in der Lage, die Vergangenheit, Gegenwart und Zukunft zu sehen.
- Ku'Gath benutzt Ursuns Leichnam als letzte Zutat, um die ultimative Seuche zu brauen, ein Götter-Pocken, das die Götter selbst infizieren kann.
- N'kari fängt die letzten Überreste von Ursuns Geist ein und sonnt sich im Zorn des Gottes über Kislevs Untergang.
- Der Göttermörder nimmt Ursuns Leichnam die verbliebene Macht, was ihm erlaubt, zur Gottheit aufzusteigen und der neue tyrannische Herrscher von Kislev zu werden.

Im Epilog wird der Berater von seiner Sklaverei durch den Schicksalsroman befreit, und eine weiße Krähe begleitet ihn. Als er jedoch versucht, das Buch zu lesen, wird ihm das Augenlicht gestohlen, und die weiße Krähe entpuppt sich als ein Großer Dämon des Tzeentch, bekannt als Sarthorael der Everwatcher, der den Berater an sich bindet. Der Epilog enthüllt auch, dass das Spiel vor den Ereignissen des ersten Spiels spielt. Ein Postskriptum nach Beendigung der Geschichte enthüllt, dass Be'lakor von Tzeentch wiedererweckt wurde und wieder körperliche Gestalt angenommen hat, aber in den Dienst derer gestellt wurde, die ihn getötet haben; der Spieler hat die Möglichkeit, Be'lakor in seiner eigenen Armee einzusetzen.

## Erweiterungen
Mehrere kostenlose und kostenpflichtig DLCs wurden für das Spiel veröffentlicht.
| Name                      | Veröffentlichungsdatum | Inhalt |
| Oger Königreiche          | 17. Februar 2022       | Fügt das spielbare Volk der Oger-Königreiche mit allen einzigartigen Einheiten und Mechaniken hinzu, mit 2 legendären Lords, jeder mit seiner eigenen Fraktion. |
| Blut für den Blutgott III | 23. August 2022        | Fügt verschiedene Blut-, Blut- und Zerstückelungseffekte zu den Kämpfen hinzu.                                                                                  |
| Champions des Chaos       | 23. August 2022        | Fügt 4 neue Warriors of Chaos Fraktionen mit legendären Lords, neuen Einheiten und neuen Regimentern of Renown hinzu.                                           |
| Schmiede der Chaoszwerge  | 13. April 2023         | Fügt 3 neue Chaoszwerge Fraktionen mit legendären Lords, einen legendären Helden, neue Einheiten und Regimenter des Ruhmes hinzu.                               |
| Schatten des Wandels      | 31. August 2023        | Fügt 3 legendäre Fürsten und dazugehörige Einheiten für Tzeentch, Kislev und Grand Cathay hinzu                                                                 |

## Rezeption
Das Spiel wurde allgemein als positiv seitens der Special-Interest-Presse aufgenommen. So erreichte Warhammer III einen Metascore von 86 aus 100 erreichbaren Punkten basierend auf 62 Bewertungen. OpenCritic aggregierte eine Wertung von 86 aus 100 Punkten auf Grundlage von 66 Rezensionen.